# Улукиткан
Улукитка́н (Семён Григорьевич Трифонов, 1871—1963) — охотник, следопыт, проводник множества экспедиций по созданию карты труднодоступных районов Дальнего Востока, эвенк по национальности, герой произведений писателя-геодезиста Григория Анисимовича Федосеева.

## Происхождение
Родился на Альгоме — стойбище древнего рода Буты (долина реки Альгомы, территория Якутии). В XIX веке среди эвенков внедряли православие и священник, крестивший Улукиткана после того, как его семья перекочевала к часовне, построенной на реке Учур, дал ему имя Семён.
…В такое время родился и я. Это было после зимы, у белки уже появились щенки, и мать назвала меня Улукиткан — значит «бельчонок»…
…Поп ходил по всем чумам, проверял: у кого нет креста — в прорубь таскал крестить, в холодную воду толкал. Эвенки ему стали выкуп носить: кто соболя, кто лису. От хороших подарков размяк поп, как снег от майского солнца. Не таскал в воду, крестил в чуме. Мне сказал: «Тебе имя Семён». Но мать говорила: «Какой ты Семён? Ты Улукиткан!»…

## Известность
Его имя было известно задолго до революции исследователям Дальнего Востока и военным топографам. Будучи человеком большой души и завидного мужества, одарённый талантом следопыта и уменьем превосходно ориентироваться на местности, сопровождал многие экспедиции труднейшими маршрутами. Шесть лет был проводником экспедиции, возглавляемой Г. А. Федосеевым и работавшей над созданием карты районов, прилегающих к Охотскому морю. С помощью Улукиткана были открыты проходы через малодоступные хребты приохотского края, проложены тропы по тайге и заболоченной тундре, а геодезистам и топографам удалось сохранить на карте исконные названия рек, озёр, хребтов.
Широкая известность и признание заслуг были получены благодаря Г. А. Федосееву, который сделал Улукиткана героем своих произведений ещё при его жизни, сначала в книге «В тисках Джугдыра», а затем, когда появилась необходимость внести в неё изменения и дополнения, в повести «Тропою испытаний».
Погиб, замёрзнув после пожара, случившегося на одной из стоянок.

## Память
- В июне 1964 года Григорий Анисимович Федосеев отправился в далёкий посёлок Бомнак, где жил Улукиткан и где на берегу Зеи был похоронен. На его могиле своими руками он соорудил памятник — железобетонный четырёхгранный тур, какие строят геодезисты на горных пиках. На вмонтированных в него трёх чугунных плитах надписи:

Улукиткан. 1871—1963.
С тобой, Улукиткан, геодезисты и топографы штурмовали последние белые пятна на карте нашей Родины.
Тебе, Улукиткан, были доступны тайны природы, ты был великим следопытом, учителем, другом.
Чугунная плита прикрывает могильный холм. На ней слова: «Мать даёт жизнь, годы — мудрость. Улукиткан». Также в память о нём была написана повесть «Последний костёр».
- Постановлением Правительства Российской Федерации от 29 декабря 2004 г. № 868 «О присвоении наименований географическим объектам в Хабаровском крае, Амурской и Камчатской областях и Чукотском автономном округе» горному перевалу с координатами 55°41′06″ с. ш. 131°13′07″ в. д.HGЯO и абсолютной высотой 2010 метров — «перевал Улукиткана» (согласовано с Законодательной Думой Хабаровского края)[9].
- В честь охотника названа российская НКО — «Амурский экологический клуб „Улукиткан“», которая была в 2013 году признана прокуратурой «иностранным агентом»[10].